# Maria del Mar Serrano Barceló
Maria del Mar Serrano Barceló (Palma, 18 de novembre de 1985) és una esportista mallorquina que competeix en lluita lliure.
Serrano forma part del club palmesà de lluita Budokan i ha tingut per entrenadors a Eusebio Capel (1997-2009) i Vicente Lillo (des de 2009). Al 2005, en edat júnior, va obtenir un resultat molt significatiu a nivell estatal després que, en qüestió de poques setmanes, es proclamés campiona d'Espanya de lluita femenina tant en categoria júnior com en categoria sènior de 51 kg. Al llarg de la seva trajectòria, els èxits esportius en aquest campionat no es van acabar, ja que també s'hi va proclamar vencedora l'any 2010.
A nivell continental, al Campionat d'Europa de 2007 va guanyar la medalla de bronze en la categoria de 51 kg, després de vèncer a la repesca a la moldava Natalia Budu en tres períodes (2-1, 1-1 i 0-1). Un any més tard, al Campionat d'Europa de 2008, no va aconseguir classificar-se a la repesca per a optar a revalidar el bronze, després d'haver perdut contra la ucraïnesa Yuliya Blahinya. Al Campionat d'Europa de 2009 es va repetir un resultat similar després que perdés a les semifinals contra la hongaresa Emese Szabo (6-0) i a la repesca per a la medalla de bronze no aconseguís guanyar a la italiana Francine Di Paola (4-1).

## Palmarès[1]
| Any                | Campionat          | Lloc                     | Pos.   | Categoria       |
| ------------------ | ------------------ | ------------------------ | ------ | --------------- |
| 2004               | Campionat d'Europa | Sofia, Bulgària          | 10     | 51 kg. (júnior) |
| 2005               | Campionat del Món  | Vilnius, Lituània        | 12     | 51 kg.          |
| Jocs Mediterranis  | Almeria, Espanya   |                          | 51 kg. |                 |
| 2006               | Campionat del Món  | Guangzhou, RP de la Xina | 10     | 51 kg.          |
| Campionat d'Europa | Moscou, Rússia     | 5                        | 51 kg. |                 |
| 2007               | Campionat del Món  | Bakú, Azerbaidjan        | 13     | 51 kg.          |
| Campionat d'Europa | Sofia, Bulgària    |                          | 51 kg. |                 |
| 2008               | Campionat d'Europa | Tampere, Finlàndia       | 10     | 51 kg.          |
| 2009               | Campionat del Món  | Herning, Dinamarca       | 26     | 51 kg.          |
| Campionat d'Europa | Vilnius, Lituània  | 5                        | 51 kg. |                 |
| Jocs Mediterranis  | Pescara, Itàlia    | 5                        | 51 kg. |                 |
| 2010               | Campionat del Món  | Moscou, Rússia           | 17     | 51 kg.          |
| Campionat d'Europa | Bakú, Azerbaidjan  | 10                       | 51 kg. |                 |
| 2011               | Campionat del Món  | Istanbul, Turquia        | 20     | 51 kg.          |
| 2012               | Campionat d'Europa | Belgrad, Sèrbia          | 15     | 51 kg.          |